# علی پیروزخواه
علی پیروزخواه زاده ۱۳۶۷/۰۲/۱۶ در شهر تهران کاپیتان سابق تیم ملی واترپلو ایران بوده‌است. او در بسیاری از موفقیت‌های اخیر، همراه تیم ملی بوده‌است. وی از طریق برادرانش که از قهرمانان واترپلو بوده‌اند با این رشته آشنا شد. پیروز خواه پس از کسب مدال برنز بازیهای آسیایی از تیم ملی خداحافظی کرد. در حال حاضر ایشان مربی تیم ملی جوانان و مسئول استعدادیابی فدراسیون واترپولوی ایران می‌باشد.

## تحصیل
1. فوق لیسانس مدیریت ورزشی از دانشگاه آزاد اسلامی واحد تهران مرکز، سال ۱۳۹۴
2. لیسانس تربیت بدنی از دانشگاه تهران، سال ۱۳۹۱

## مدارک داوری و مربیگری
1. دارنده گواهینامه درجه دو و سه واترپلو
2. دارنده گواهینامه داوری واترپلو درجه دو
3. دارنده گواهینامه مربیگری درجه دو و سه شنا
4. دارنده گواهینامه نجات غریق

## پایان کار حرفه ای
کاپیتان تیم ملی واترپلو بعد از کسب مدال برنز بازی‌های آسیایی ۲۰۱۸ از ورزش قهرمانی خداحافظی کرد. وی همیشه معتقد بود لیاقت تیم ملی بیشتر از این هاست.

## احکام بین اللملی

### بازیهای آسیایی
کسب مقام سومی در بازیهای آسیایی جاکارتا اندونزی۲۰۱۸ به عنوان کاپیتان تیم ملی واترپلو

### مسابقات کشورهای اسلامی
نایب قهرمانی مسابقات کشورهای اسلامی در سال ۲۰۱۷ به میزبانی کشور آذربایجان (باکو) به عنوان کاپیتان تیم ملی واترپلو

### بازیهای آسیایی ساحلی
نایب قهرمانی بازیهای ساحلی آسیا در سال۲۰۱۴ به میزبانی کشور تایلند (پوکت)

### مسابقات فینا ترافی (کشورهای در حال توسعه جهان)
1. قهرمانی مسابقات فینا ترافی در سال ۲۰۱۵به میزبانی کشور ایران
2. نایب قهرمانی مسابقات فینا ترافی در سال ۲۰۱۱ به میزبانی کشور عربستان سعودی
3. کسب مدال برنز مسابقات فینا ترافی در سال ۲۰۰۷ به میزبای کشور کویت

### مسابقات کاپ آسیا
1. قهرمانی مسابقات کاپ آسیا در سال ۲۰۱۳ به میزبانی کشور سنگاپور
2. کسب مدال برنز مسابقات کاپ آسیا در سال۲۰۱۲ به میزبانی کشور کویت
3. نایب قهرمانی مسابقات کاپ آسیا در سال ۲۰۱۰ به میزبانی کشور چین

### قهرمانی آسیا
1. قهرمانی مسابقات نوجوانان آسیا در سال ۲۰۰۵ به میزبانی کشور تایلند
2. نایب قهرمانی نوجوانان آسیا درسال ۲۰۰۳ به میزبانی کشور ماکایؤ

### مسابقات باشگاه‌های آسیا
1. نایب قهرمانی مسابقات باشگاه‌های آسیا به همراه تیم نفت و گاز امیدیه در سال ۲۰۱۰ به میزبانی کشور ایران
2. نایب قهرمانی مسابقات باشگاه‌های آسیا به همراه تیم نفت و گاز گچساران در سال ۲۰۰۷ به میزبانی کشور کویت

### افتخارات مربی گری
1. کسب مدال برنز مسابقات قهرمانی آسیا به میزبانی کشور هند شهر بنگلر در سال ۲۰۱۹

## مهم‌ترین دستاوردها
- قهرمان مسابقات توسعه جهانی واترپلو (فیناترافی) سال[۱۲] ۲۰۱۵
- نایب قهرمان بازی‌های آسیایی ساحلی پوکت[۱۲] ۲۰۱۴
- حضور در مسابقات قهرمانی جوانان جهان[۱۲]
- حضور در مسابقات انتخابی المپیک فوژان[۱۲] ۲۰۱۵
- حضور در رقابتهای قهرمانی آسیا توکیو[۱۲] ۲۰۱۶
- عضویت در تیم ملی واترپلوی ایران در رده‌های سنی مختلف[۱][۱۲]
- عناوین مختلف در مسابقات لیگ برتر واترپلو[۱۲]
- مدال برنز مسابقات آسیایی جاکارتا[۱۳][۱۴][۱۵]